# Gentleman's Agreement
Gentleman's Agreement (en Hispanoamérica, La luz es para todos; en España La barrera invisible) es una película de 1947 dirigida por Elia Kazan. Narra la vida de un periodista (interpretado por Gregory Peck) que intenta encontrar focos de antisemitismo en Nueva York. En su momento generó controversia por su parecido con la película Crossfire, lo que no le impidió ganar el Óscar a la mejor película.
En el año 2017, la película fue escogida para su conservación en el Registro Nacional de Cine de la Biblioteca del Congreso de Estados Unidos por ser una de las "cultural, histórica o estéticamente significativas". Fue lanzado en DVD como parte de la colección 20th Century Fox Studio Classics.

## Argumento
Philip Schuyler Green es un periodista viudo que acaba de mudarse a la ciudad de Nueva York con su hijo Tommy y su madre. Green se reúne con el editor de la revista John Minify, quien le pide que escriba un artículo sobre antisemitismo ("A algunas personas no les gustan otras personas simplemente porque son judíos"). Al principio no es muy entusiasta, pero después de luchar inicialmente con la forma de abordar el tema de una manera nueva, Green se inspira para adoptar una identidad judía ("Phil Greenberg") y escribe sobre sus experiencias de primera mano.

## Reparto
|  | Gregory Peck como Philip Schuyler Green |  | Anne Revere como Mrs. Green    |
|  | Dorothy McGuire como Kathy Lacey        |  | June Havoc como Elaine Wales   |
|  | John Garfield como Dave Goldman         |  | Albert Dekker como John Minify |
|  | Celeste Holm como Anne Dettrey          |  | Jane Wyatt como Jane           |

## Producción

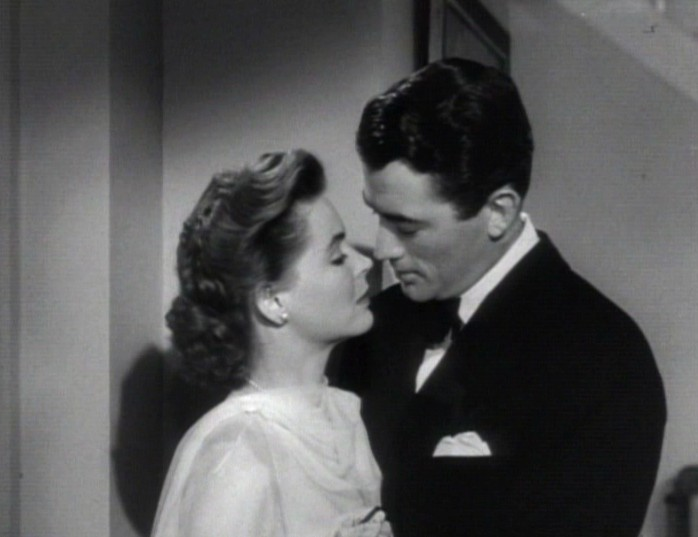
Dorothy McGuire and Gregory Peck en Gentleman's Agreement.

Zanuck decidió hacer una versión cinematográfica de la novela de Hobson después de que se le negó la membresía en el Country Club de Los Ángeles , porque se suponía (incorrectamente) que era judío. Antes de que comenzara la filmación, Samuel Goldwyn y otros ejecutivos de cine judíos se acercaron a Darryl Zanuck y le pidieron que no hiciera la película, temiendo que "causaría problemas". También advirtieron que el agente de Hays Code , Joseph Breen , podría no permitir que la película pase los censores, ya que se sabía que hacía comentarios despectivos sobre los judíos. También había preocupación de que el personaje de Dorothy McGuire se divorciara ofendería a la Legión Nacional de la Decencia .
El papel de Phillip Green se le ofreció por primera vez a Cary Grant , pero lo rechazó. Peck decidió aceptar el papel, aunque su agente le aconsejó que se negara, creyendo que Peck pondría en peligro su carrera. El actor judío John Garfield acordó desempeñar un papel menor en la película para ser parte de ella.
Algunas partes de la película fueron filmadas en Darien, Connecticut.

## Recepción y taquilla
La película recibió una recepción generalmente favorable del influyente crítico del New York Times, Bosley Crowther . Crowther dijo que "cada punto sobre el prejuicio que la señorita Hobson tuvo que hacer en su libro, se hizo con una ilustración superior y una demostración más gráfica en la película, de modo que el alcance de su indignación moral no solo se amplió, sino que se intensificó de ese modo". Sin embargo, Crowther también dijo que la película compartió las fallas de la novela en que "las exploraciones se limitan estrechamente al nivel social y profesional de clase alta al que está inmediatamente expuesto". También dijo que la conmoción del personaje principal ante el alcance del antisemitismo carecía de credibilidad: "Es, en un análisis cuidadoso, un papel extraordinariamente ingenuo".
La película fue un éxito inesperado en la taquilla. Según Variety , ganó $ 3.9 millones en alquileres en los Estados Unidos en 1948.

## Premios Óscar
| Categoría               | Receptor         | Resultado |
| ----------------------- | ---------------- | --------- |
| Mejor película          | 20th Century-Fox | Ganadora  |
| Mejor director          | Elia Kazan       | Ganador   |
| Mejor actor             | Gregory Peck     | Candidato |
| Mejor actriz            | Dorothy McGuire  | Candidata |
| Mejor escritura, guion  | Moss Hart        | Candidato |
| Mejor montaje           | Harmon Jones     | Candidato |
| Mejor actriz de reparto | Celeste Holm     | Ganadora  |
| Mejor actriz de reparto | Anne Revere      | Candidata |